# Erik van der Wurff
Erik van der Wurff, né le 8 juillet 1945 à De Bilt et mort le 22 septembre 2014 à Soest (à 69 ans), est un pianiste et compositeur néerlandais. Il est l'auteur de nombreuses musiques de films et d'émissions de télévision néerlandais, dont Ciske le Filou en 1984, la série d'animation Alfred J. Kwak en 1989 et la série télévisée Coverstory de 1993 à 1995.

## Biographie
Erik étudie le piano, la contrebasse et la flûte au conservatoire d'Utrecht. Il y rencontre Herman van Veen, qu'il accompagne tout au long de sa carrière musicale, ce dernier ayant fait d'Erik son pianiste attitré. Parmi ses autres collaborations, il travaille avec de nombreux artistes, dont John Denver et Toots Thielemans. 
Il a aussi exercé la profession de chef d'orchestre pour l'Orchestre de la Résidence de La Haye, l'Orchestre philharmonique de la radio néerlandaise, le Brussels Philharmonic et le Deutsche Oper am Rhein. 
Erik van der Wurff est aussi connu pour ses compositions de musiques de films à partir du milieu des années 1970, comme pour Ciske le Filou et Van de koele meren des dood. Il travaille également sur la série télévisée d'animation Alfred J. Kwak avec Van Veen.
Erik van der Wurff meurt le 22 septembre 2014 à Soest, dans la province d'Utrecht, des suites d'un cancer, à l'âge de 69 ans.

## Œuvre

### Compositeur
- 1977 : Die seltsamen Abenteuer des Herman van Veen (série TV)
- 1979 : Uit elkaar
- 1980 : Herman en de zes
- 1982 : Van de koele meren des doods
- 1984 : Ciske le Filou
- 1989 : Alfred J. Kwak (2 épisodes)
- 1990 : Janoschs Traumstunde (série TV)
- 1993 - 1995 : Coverstory (série TV)
- 1994 : De legende van de Bokkerijders (mini-série TV)